# 擬魷蛸亞目
擬魷蛸亞目（學名：Teudopseina）為八腕目的冠群演化支，最早出現於侏儸紀托阿爾期，被認為是中生代最大的有鞘蛸亞綱演化支，目前已知包含有5個科，其中化石發現數量最多的是粗沙鱗科的粗沙鱗。

## 分類學
目前的共識認為擬魷蛸亞目為八腕目的冠群。部分擬魷蛸亞目物種最初是被分類在其他演化支下，例如矛蛸屬就曾被認為是巨烏賊或吸血烏賊的近親。